# Laze v Tuhinju
Laze v Tuhinju este o localitate din comuna Kamnik, Slovenia, cu o populație de 224 de locuitori.